# Vormaischapparat

Vormaischapparat von Harris

Als Vormaischapparat bezeichnet man in der Bierherstellung ein Hilfsgerät für den Maischprozess.

## Funktionsweise
Dies zerkleinerte Malz wird in Vormaischapparaten mit Wasser befeuchtet oder eingeteigt.
Bei dem Apparat von Harris fällt das Malz durch den Trichter A mittels des Schiebers F in den Zylinder D und ans diesem durch einen mit Öffnungen von verschiedener Weite versehenen Durchlass auf einen Konus H, der den äußersten Auslauf eines Zylindergefäßes bildet, das wieder in einem separaten Zylinder ruht.
Durch die mit Hähnen versehenen Röhren BB dringt der auf die gewünschte Temperatur gebrachte Wasserstrom nach den Kammern JJ und K, gelangt durch die gelochten Seitenwandungen in feinen Strahlen in den Raum LL und kommt hier mit dem durch den Konus H verteilten Malz in Berührung.
Ein anderer Vormaischapparat besteht aus einem eisernen liegenden Zylinder a, welcher durch den Kanal b gespeist wird und eine mit Armen besetzte Welle c enthält, die von dem Zahnrad d aus in Umdrehung versetzt wird und eine innige Mischung von Malz und Wasser bewirkt. Der Brei fließt in den jetzt meist aus Eisen konstruierten Maischbottich und wird hier mit Hilfe des Rührscheites oder besonderer Maischmaschinen mit Wasser weiter vermischt.
Eine einfache Maischmaschine für kleinere Brauereien besteht aus einer senkrechten Welle a in der Mitte des Maischbottichs trägt unten die beiden schräg gestellten Flügel bb, welche eine Anhäusung der schweren Teile der Maische in der Mitte des Bottichs verhindern und die Maische in Rotation versetzen. Die rotierende Maische muss aber beständig die Stäbe cc passieren und wird dadurch in gleichmäßiger Mischung erhalten. Der Antrieb der Welle a erfolgt durch die Zahnräder de und die Riemenscheibe f.